# Disocactus phyllanthoides
Espèce
Classification phylogénétique
Statut CITES
Disocactus phyllanthoides, l'Impératrice allemande, est une espèce de plantes à fleurs de la famille des cactacée et appartenant au genre Disocactus. Elle est fréquemment cultivée comme plante ornementale. C'est l'une des trois principales espèces communément désignée sous le nom de « cactus-orchidée », les deux autres étant Disocactus speciosus et Epiphyllum crenatum.

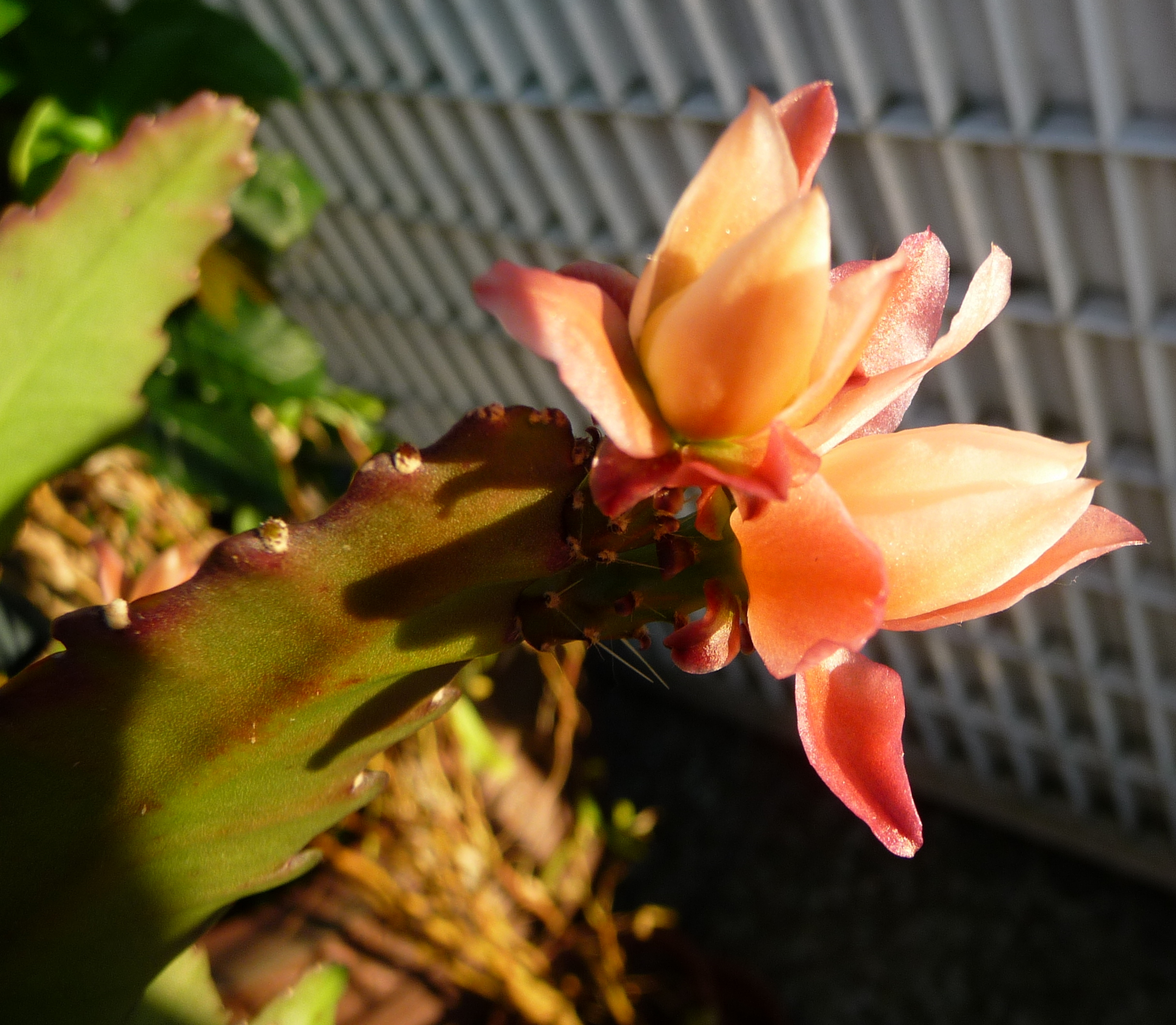
Jeunes fleurs de D. phyllanthoides en cours de croissance.

La plante est originaire du Mexique et était appelée Nopalxochitl par les Aztèques, ce qui explique un de ses anciens noms génériques, Nopalxochia.

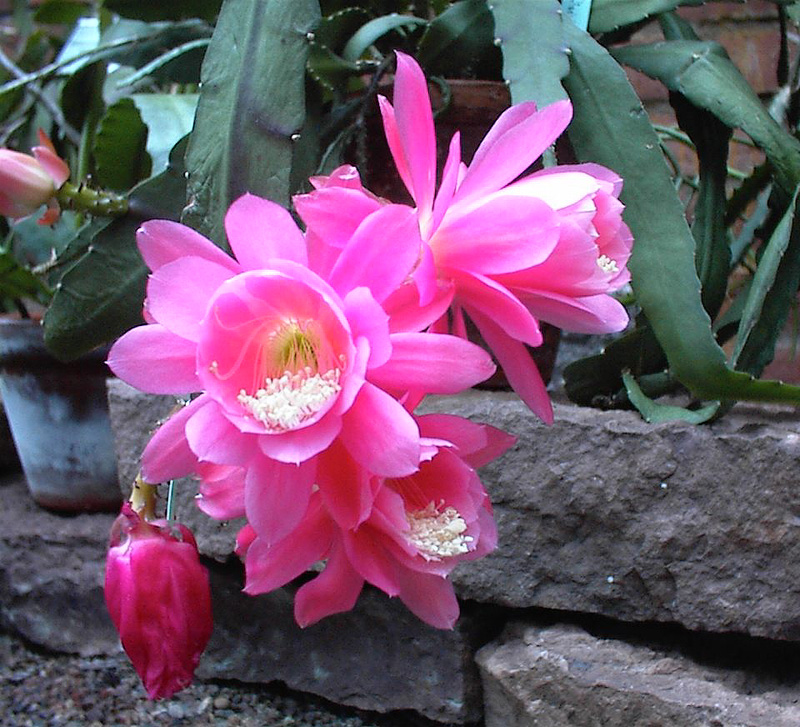
Fleur de Disocactus phyllanthoides.

## Étymologie
Le nom spécifique latin, Phyllanthoides, signifie « qui ressemble au phyllanthus ». En effet l'espèce fut, parmi celles possédant des tiges aplaties, l'une des premières à être décrite et son nom rappelle celui de la première espèce connue de ce type qui fut d'abord appelée Cactus phyllanthus et dont le nom actuel est Epiphyllum phyllanthus.
Selon certains auteurs, la plante fleurit pour la première fois en Europe dans les jardins du château de Malmaison qui appartenait à l'impératrice Joséphine de Beauharnais et ceci pourrait être l'explication de certains noms vernaculaires donnés à la plante comme « Impératrice allemande » (Deutsche Kaiserin en allemand), « Impératrice géante », ou encore « cactus de la Reine » (Drottningkaktus en suédois). Mais cette histoire pourrait aussi être un mythe.

### Synonymes
Basionyme
- Cactus phyllanthoides DC., Cat. Hort. Monsp. 84 (1813).

synonymes homotypiques
- Epiphyllum phyllanthoides (DC.) Sweet, Hort. Brit. 172 (1826).
- Cereus phyllanthoides (DC.) DC., Prodr. 3: 469 (1828)
- Nopalxochia phyllanthoides (DC.) Britton & Rose, Cactaceae 4: 204 (1923) syn. sec. Cruz & al. (2016)
- Phyllocactus phyllanthoides (DC.) Link, Handb. Gewächs. 2: 11 (1831)
- Heliocereus phyllanthoides (DC.) Doweld in Sukkulenty 4(1-2): 42. (2002)

synonymes hétérotypiques
- Cactus elegans Link, Enom. 2: 25 (1822)
- Cereus phyllanthoides var. curtisii Salm-Dyck, Hort. Dyck.: 65. 1834 syn. sec. Britton & Rose 1923
- Cereus phyllanthoides var. jenkinsonii Salm-Dyck, Hort. Dyck.: 65. 1834 syn. sec. Britton & Rose 1923
- Cereus phyllanthoides var. quillardieri Salm-Dyck, Hort. Dyck.: 65. 1834 syn. sec. Britton & Rose 1923
- Cereus phyllanthoides var. vandesii Salm-Dyck, Hort. Dyck.: 65. 1834 syn. sec. Britton & Rose 1923
- Cereus phyllanthoides var. albiflorus Pfeiff., Enum. Diagn. Cact.: 124. 1837
- Cactus speciosus Bonpl., Descr. Pl. Rar. Malm. 8 (1813), nom. illeg. non Cav. (1803).
- Epiphyllum speciosum (Bonpl.) Cav., Suppl. Pl. Succ. 84 (1819), nom. inval.
- Opuntia speciosa (Bonpl.) Steudel, Nom., ed. 2, 2: 222 (1841), nom. inval.

## Histoire
De même que pour beaucoup des premiers cactus décrits, son histoire est peu claire. Sims et Edwards affirment qu'il fut découvert en avril 1801 par les célèbres voyageurs Humboldt et Bonpland à proximité du petit village de Turbaco, près de Carthagène en Colombie. Bonpland décrivit sa première floraison à la Malmaison et au jardin botanique de Montpellier. Cependant la plante avait déjà fait l'objet d'illustrations bien plus tôt par Hernández (en 1651) et Plukenet (en 1691) et était probablement cultivée par les indiens depuis les temps préhistoriques.